# Megachile albofilosa
Megachile albofilosa är en biart som beskrevs av Cockerell 1937. Megachile albofilosa ingår i släktet tapetserarbin, och familjen buksamlarbin. Inga underarter finns listade i Catalogue of Life.